# Carl Eduard Conrad
Carl Eduard Conrad (* 27. Dezember 1830 in Leschkirch, Königreich Ungarn; † 15. April 1906 in Kronstadt) war ein siebenbürgischer Politiker, Abgeordneter des königlichen ungarischen Reichstags in Budapest und öffentlicher königlicher Notar in Kronstadt.

## Leben
Carl Eduard Conrad kam aus einer traditionsgeprägten siebenbürgischen Familie, die seit Jahrhunderten in Leschkirch (heute rum. Nocrich) auf ihrem Herrensitz lebte. Sein Vater Friedrich Georg Conrad (1795–1855), sein Großvater Samuel Gottlieb Conrad  (1753–1827) sowie sein Urgroßvater Georg Conrad  (1712–1770) hatten die hohe Würde des Königsrichters erlangt und entstammten der Familie des Freiherrn Michael Breckner von Brukenthal (1676–1736), dessen Vater ebenfalls Königsrichter war.
Zusammen mit seiner Frau Charlotte Wilhelmine Schullerus (* 28. Oktober 1839; † 25. September 1918), einer Tante des siebenbürgischen Dichters und Volkskundlers Eduard Schullerus (1877–1914) unternahm er 1873, anlässlich der Weltausstellung eine Reise nach Wien, wobei er ein Tagebuch verfasste, das zu den ersten und interessantesten Belegen siebenbürgischer Reiseliteratur gehört.

## Werk
- Carl Eduard Conrad: Aus dem Tagebuch 1873 [Auszüge, Erstveröffentlichung aus dem Originalmanuskript]. In: Neue Literatur (Bukarest), 31. Jg., Februarheft, 1980.